# Hitoshi Saitō (Leichtathlet)
Hitoshi Saitō (jap. 齋藤 仁志 Saitō Hitoshi; * 9. Oktober 1986 in Tsuga (heute Stadt Tochigi), Präfektur Tochigi) ist ein ehemaliger japanischer Leichtathlet, der sich auf den Sprint spezialisiert hat.

## Sportliche Laufbahn
Erste internationale Erfahrungen sammelte Hitoshi Saitō im Jahr 2007, als er bei der Sommer-Universiade in Bangkok im 100-Meter-Lauf in 21,34 s den achten Platz belegte. Zudem klassierte er sich mit der japanischen 4-mal-100-Meter-Staffel in 39,45 s auf dem fünften Platz. Zwei Jahre später erreichte er bei den Studentenweltspielen in Belgrad in 22,22 s den siebten Platz über 200 Meter und wurde mit der Staffel im Vorlauf disqualifiziert. Anschließend scheiterte er bei den Weltmeisterschaften in Berlin mit 21,38 s in der ersten Runde und gewann im November bei den Asienmeisterschaften in Guangzhou in 21,10 s die Bronzemedaille hinter Omar Jouma al-Salfa aus den Vereinigten Arabischen Emiraten und seinem Landsmann Shinji Takahira. 2011 gewann er dann bei den Asienmeisterschaften in Kōbe in 20,75 s die Silbermedaille hinter dem Katari Femi Ogunode und siegte mit der japanischen Staffel in 39,18 s. Damit qualifizierte er sich auch für die Weltmeisterschaften in Daegu, bei denen er mit 21,17 s im Halbfinale ausschied und mit der Staffel mit 38,66 s den Finaleinzug verpasste. 2015 beendete Saitō seine aktive sportliche Karriere in Gifu im Alter von 28 Jahren.

## Persönliche Bestzeiten
- 100 Meter: 10,35 s (+0,1 m/s), 18. Mai 2008 in Tokio
- 200 Meter: 20,42 s (+1,3 m/s), 26. Juni 2009 in Hiroshima